# Капетан каравана
Capitaneus turmae  (капетан средњовјековног трговачког каравана)  узиман је увијек из редова градске властеле приморских градова, као представник градске власти у каравану, а помиње се крајем  XII и првих деценија  XIII вијека.  Овај заповједник одређен од градске владе,  наведен је у которском статуту (дубровачки не садржи прописе о караванима). По наведеном статуту, ниједан караван није могао бити без капетана.

## Овлашћења капетана
Сви учесници каравана (крамар, а преко њега и поносници)  морали су му се безусловно покоравати. Имао је право изрицања новчаних казни (приходи од њих су ишли самом капетану и општини, по пола). У неким периодима, на предлог из извјештаја капетана,  казне је изрицао дубровачки кнез  (једна одлука Малог вијећа из 1319 . године). Заповједник је носио са собом оригиналне или овјерене преписе повеља о привилегијама у земљи кроз коју је караван пролазио, у зависности од величине каравана и вриједности робе коју је пратио. Године 1302. заповједник (одређен одлуком Малог вијећа)  једног дубровачког каравана за Брсково, носио је са собом недавно потписан уговор о миру и повластицама са краљем Милутином „ради користи и безбједности свих трговаца“. По которском стауту, капетан се под заклетвом обавезивао да ће у свакој прилици бранити караван, пазити да товар не остане на путу, одрђивати коцком ко ће први прећи ријеку итд.

## Први помени „караван-баше“
Capitaneus turmae помиње се последњи пут у одлукама дубровачких вијећа,  1332 . године. Његову улогу је од тада, могуће, преузимао сам трговац, који је склапао уговор са  крамаром (примићуром) као заповједником поносника, а капетан је од стране дубровачког вијећа одређиван само у важнијим случајевима (без уношења у записник вијећа).  Сваком случају, влада је и даље вршила строг надзор над караванима: одобравала је или забрањивала полазак, одрђивала подјелу каравана на групе (на примјер, да мање групе полазе у размацима од 10 дана) одрђивала првенство поласка за трговце који су већ платили царину и затварала и отварала своје границе, због опасности за безбједност трговаца. На капетана каравана, под турским називом „караван-баша“ поново наилазимо у дубровачким изворима из 1464. године.